# الکسی اولیوکایف
الکسی اولیوکایف (روسی: Алексе́й Валенти́нович Улюкаев؛ زادهٔ ۲۳ مارس ۱۹۵۶) یک سیاست‌مدار اهل روسیه است.